# Forges (Charente Marítim)
Forges és un municipi francès situat al departament del Charente Marítim i a la regió de la Nova Aquitània. L'any 2007 tenia 1.120 habitants.

## Demografia

### Població
El 2007 la població de fet de Forges era de 1.120 persones. Hi havia 414 famílies de les quals 78 eren unipersonals (31 homes vivint sols i 47 dones vivint soles), 125 parelles sense fills, 191 parelles amb fills i 20 famílies monoparentals amb fills.
La població ha evolucionat segons el següent gràfic:
Habitants censats

### Habitatges
El 2007 hi havia 468 habitatges, 427 eren l'habitatge principal de la família, 13 eren segones residències i 28 estaven desocupats. 443 eren cases i 22 eren apartaments. Dels 427 habitatges principals, 335 estaven ocupats pels seus propietaris, 85 estaven llogats i ocupats pels llogaters i 7 estaven cedits a títol gratuït; 5 tenien una cambra, 12 en tenien dues, 47 en tenien tres, 109 en tenien quatre i 254 en tenien cinc o més. 349 habitatges disposaven pel capbaix d'una plaça de pàrquing. A 166 habitatges hi havia un automòbil i a 243 n'hi havia dos o més.

### Piràmide de població
La piràmide de població per edats i sexe el 2009 era:
| Homes | Edats   | Dones |
| ----- | ------- | ----- |
| 0     | 95 o +  | 0     |
| 1     | 90 a 94 | 3     |
| 1     | 85 a 89 | 2     |
| 6     | 80 a 84 | 4     |
| 11    | 75 a 79 | 18    |
| 15    | 70 a 74 | 19    |
| 23    | 65 a 69 | 23    |
| 17    | 60 a 64 | 13    |
| 29    | 55 a 59 | 19    |
| 25    | 50 a 54 | 28    |
| 40    | 45 a 49 | 39    |
| 33    | 40 a 44 | 35    |
| 51    | 35 a 39 | 29    |
| 24    | 30 a 34 | 44    |
| 29    | 25 a 29 | 28    |
| 40    | 20 a 24 | 29    |
| 23    | 15 a 19 | 27    |
| 48    | 10 a 14 | 19    |
| 33    | 5 a 9   | 38    |
| 22    | 0 a 4   | 24    |

## Economia
El 2007 la població en edat de treballar era de 739 persones, 567 eren actives i 172 eren inactives. De les 567 persones actives 523 estaven ocupades (285 homes i 238 dones) i 44 estaven aturades (14 homes i 30 dones). De les 172 persones inactives 58 estaven jubilades, 52 estaven estudiant i 62 estaven classificades com a «altres inactius».

### Ingressos
El 2009 a Forges hi havia 435 unitats fiscals que integraven 1.149,5 persones, la mediana anual d'ingressos fiscals per persona era de 16.137 €.

### Activitats econòmiques
Dels 29 establiments que hi havia el 2007, 1 era d'una empresa extractiva, 1 d'una empresa de fabricació de material elèctric, 6 d'empreses de fabricació d'altres productes industrials, 7 d'empreses de construcció, 8 d'empreses de comerç i reparació d'automòbils, 1 d'una empresa financera, 3 d'empreses de serveis i 2 d'empreses classificades com a «altres activitats de serveis».
Dels 8 establiments de servei als particulars que hi havia el 2009, 3 eren tallers de reparació d'automòbils i de material agrícola, 1 guixaire pintor, 1 lampisteria, 2 electricistes i 1 perruqueria.
Dels 3 establiments comercials que hi havia el 2009, 1 era una gran superfície de material de bricolatge, 1 una botiga d'equipament de la llar i 1 un drogueria.
L'any 2000 a Forges hi havia 25 explotacions agrícoles que ocupaven un total de 1.140 hectàrees.

## Equipaments sanitaris i escolars
El 2009 hi havia una escola elemental.

## Poblacions més properes
El següent diagrama mostra les poblacions més properes.